# Ruig viooltje
Ruig viooltje (Viola hirta) is een soort uit de viooltjesfamilie (Violaceae). Ze staat op de Nederlandse Rode lijst van planten als zeldzaam en matig afgenomen.

## Determinatie
Ruig viooltje is een vaste, kruidachtige plant die een hoogte bereikt van 5–10 cm. Ze is herkenbaar aan de dichtbehaarde, hartvormige bladen die na de bloei sterk in grootte toenemen. Ze heeft een korte wortelstok met wortelrozet. Er zijn geen uitlopers. De 1–1,5 cm grote bloemen die in de maanden april en mei verschijnen zijn paars, of bij uitzondering wit of roze, en geurloos. De bloemspoor is aan de top omgebogen, de kroonbladen zijn uitgerand en de kelkbladen stomp. De doosvrucht is viltig behaard en bevat veel zaden die elk voorzien zijn van een oranje vlezig aanhangsel, een zogenoemd mierenbroodje. Het zaad is 3 mm lang en 2 mm breed. Het aantal chromosomen is 2n = 20.

## Ecologie en verspreiding
Ruig viooltje kan zowel in de felle zon als op matig beschaduwde plaatsen groeien. In graslanden op kalkrijke grond begunstigt lichte beweiding het voorkomen van deze laagblijvende soort. In Zuid-Limburg staat het op lichte plekken in hellingbossen, waar het onverweerde krijt vrijwel aan de oppervlakte ligt. Het breidt zich uit op plekken waar bomen gekapt zijn. In het rivierengebied groeit de plant op rivierduintjes en in kleiig-zandige dijkbermen, vaak in de zoom van struweel. In de duinen komt de soort des te talrijker voor naarmate het zand kalkrijker is, het meest tussen kruipwilg in droge valleien, maar ook op allerlei andere standplaatsen, variërend van grazige hellingen tot meidoorn-berkenbos.
Het areaal van de soort omvat gematigde delen van Europa en Azië, van Spanje en Zuid-Schotland tot Midden-Siberië. In Nederland is ruig viooltje vrij zeldzaam in de kalkrijke duinen, zeldzaam in Zuid-Limburg en in het rivierengebied. Ruig viooltje is in Vlaanderen zeer zeldzaam, maar vrij algemeen in de duinen bij De Panne en in de Voerstreek. Vegetatief is ruig viooltje van maarts viooltje te onderscheiden door de ½-1½ mm lange, recht afstaande tot teruggeslagen haren op de bladstelen.

### Syntaxonomie
Ruig viooltje geldt binnen het rivierengebied als lokale kensoort voor de associatie van sikkelklaver en zachte haver (Medicagini-Avenetum), een zeer bloemrijke plantengemeenschap van kalkrijke zandgronden langs de grote rivieren.

## Fotogalerij

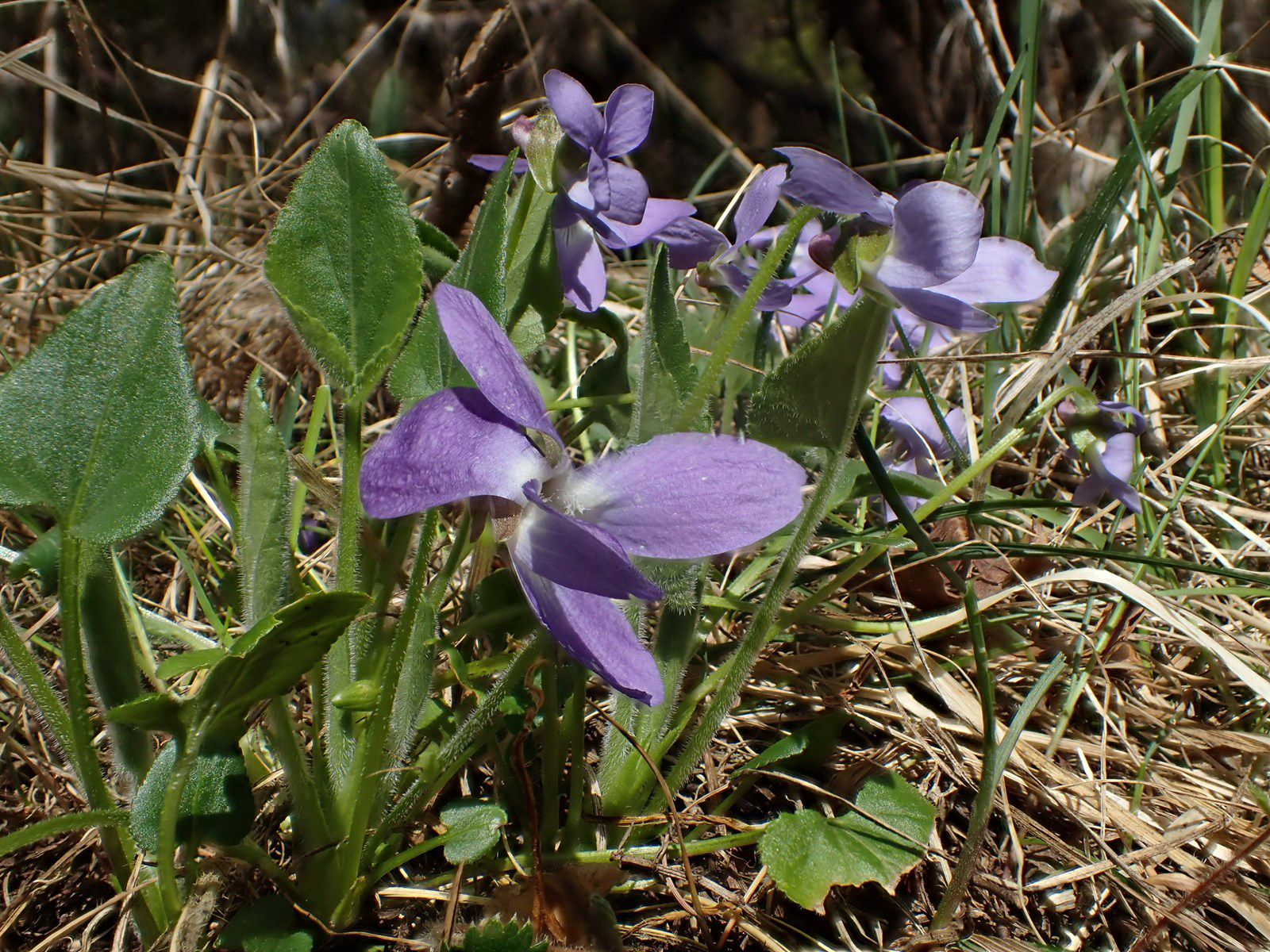
Planten
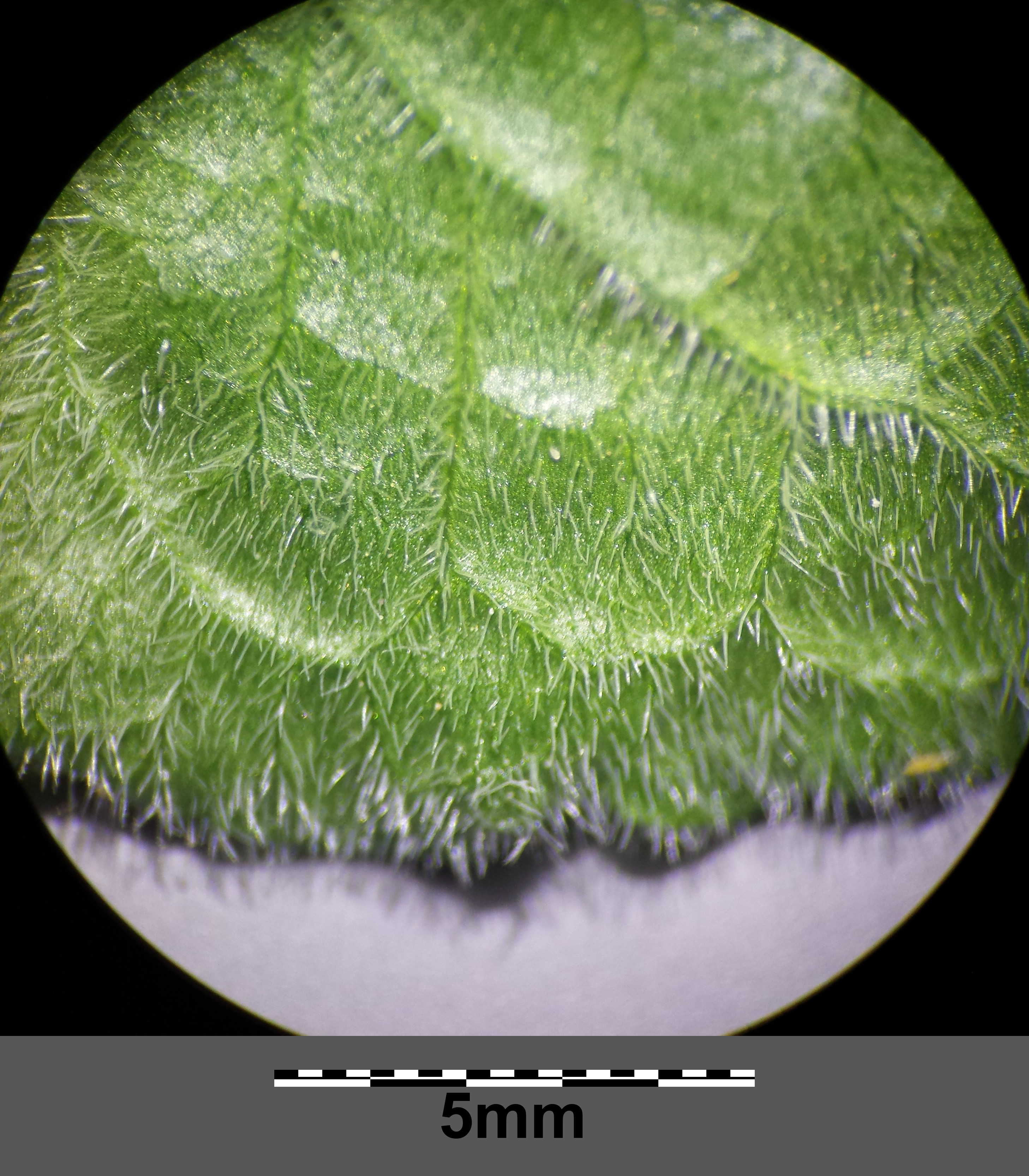
Behaarde onderkant van grondblad
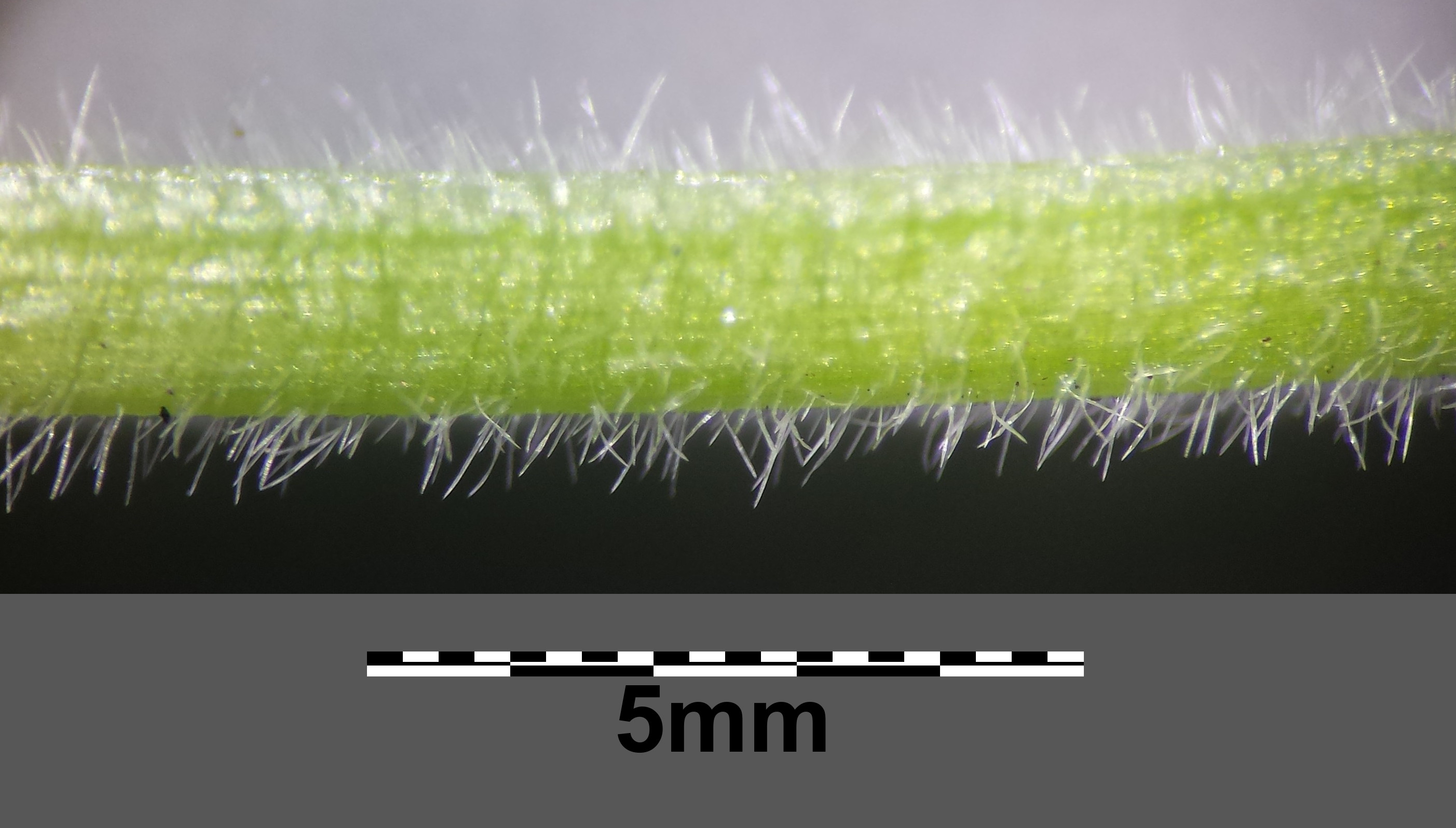
Bladsteel
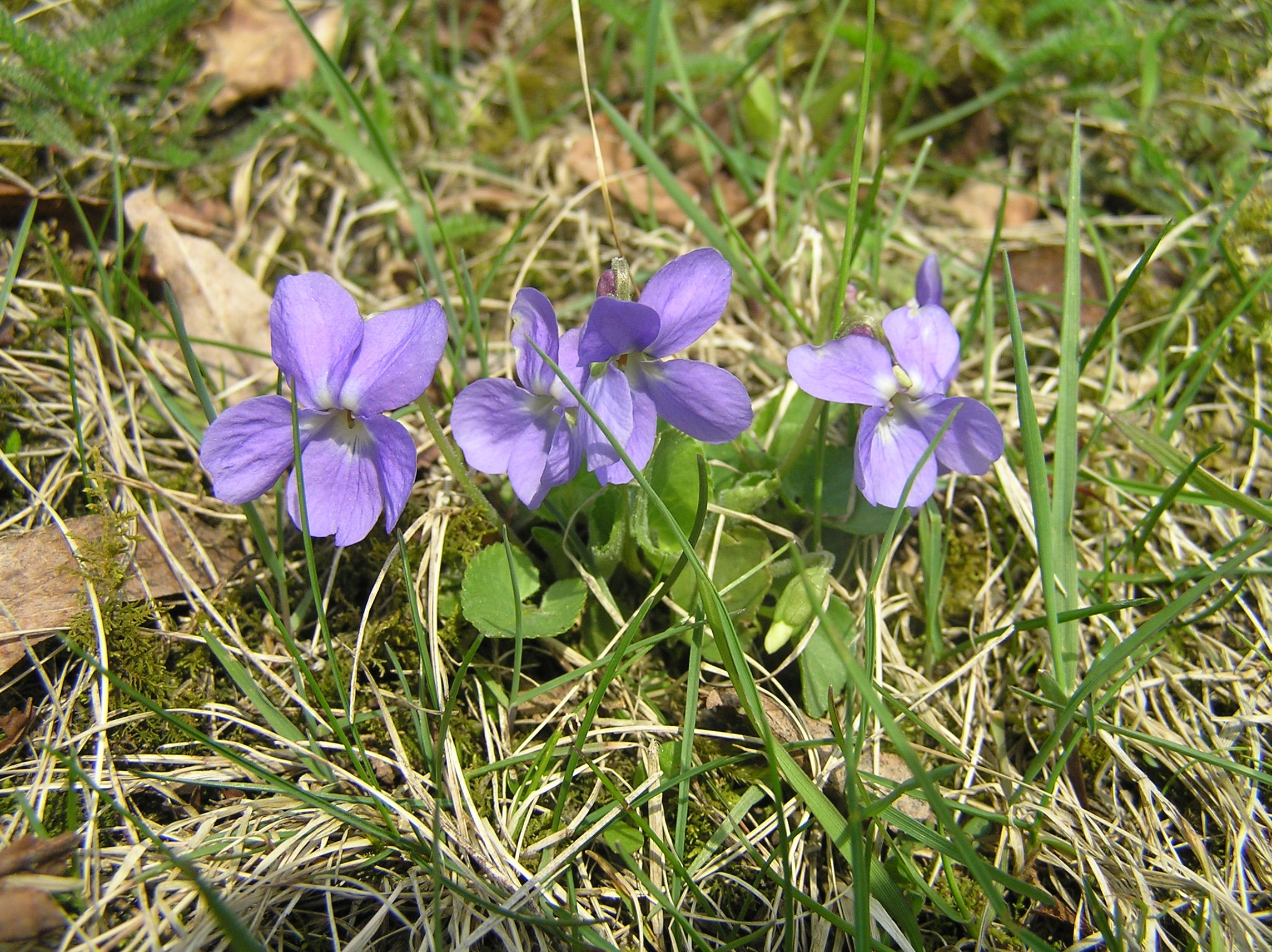
Bloei
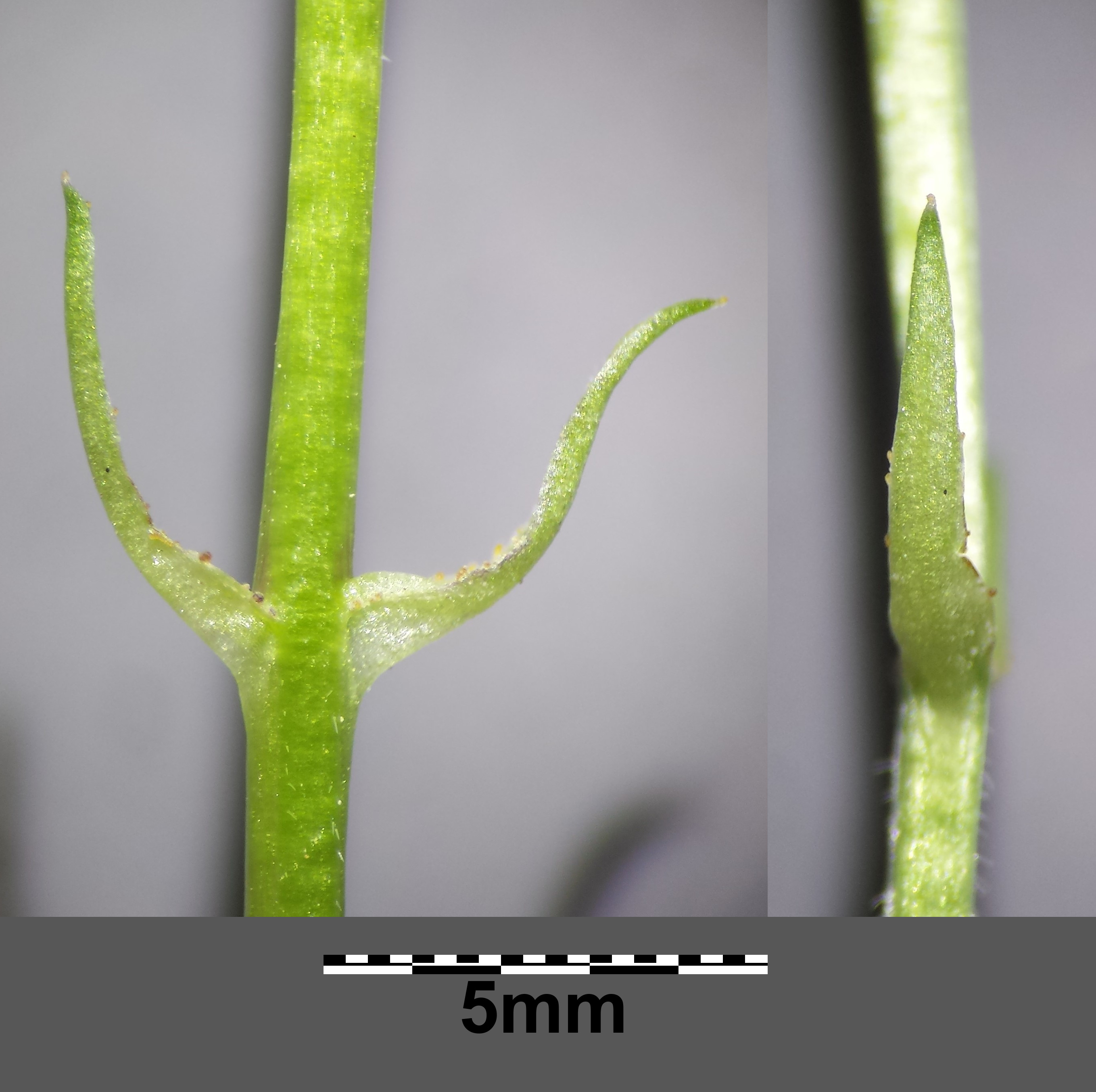
Bloemsteel
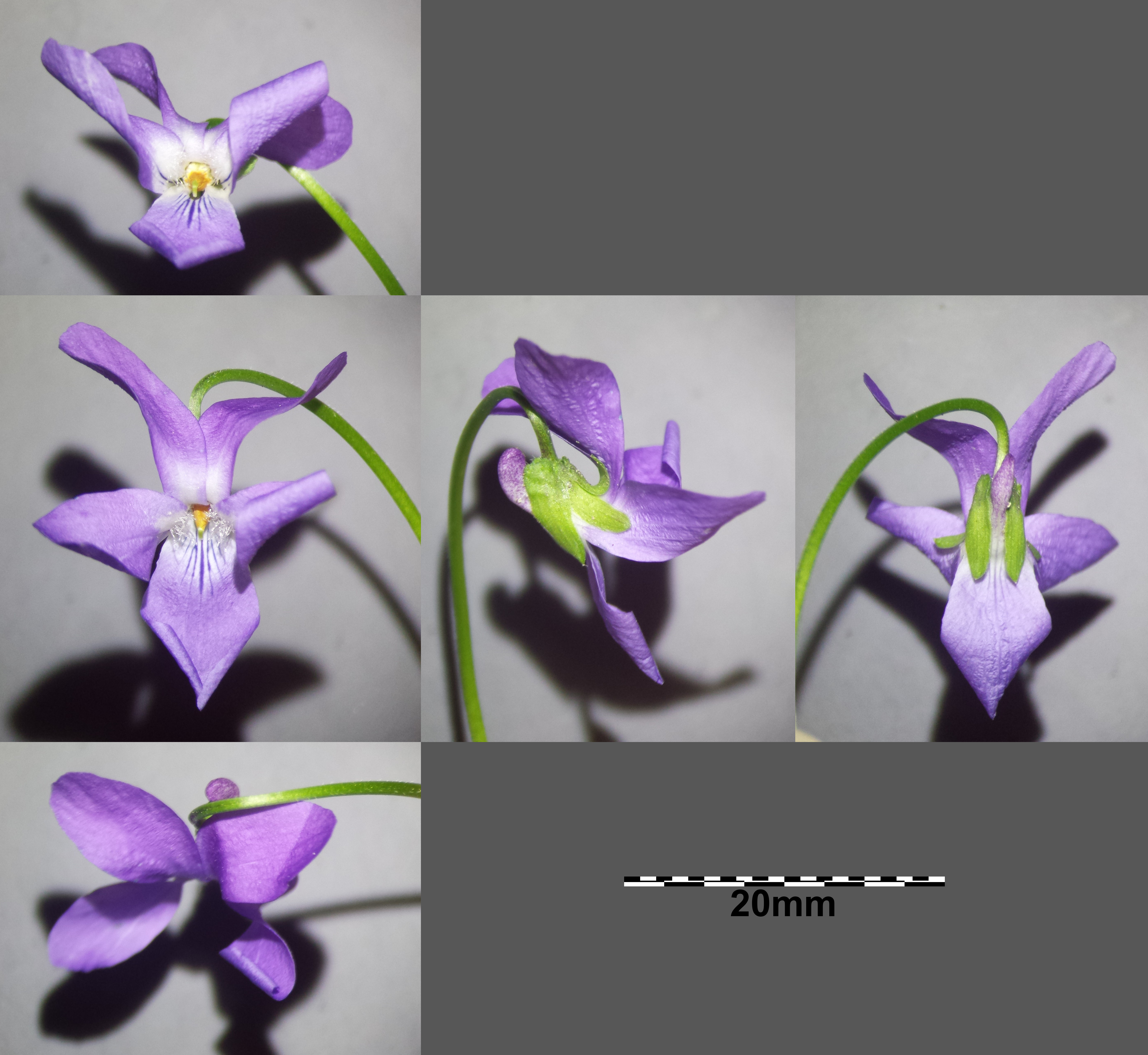
Bloem
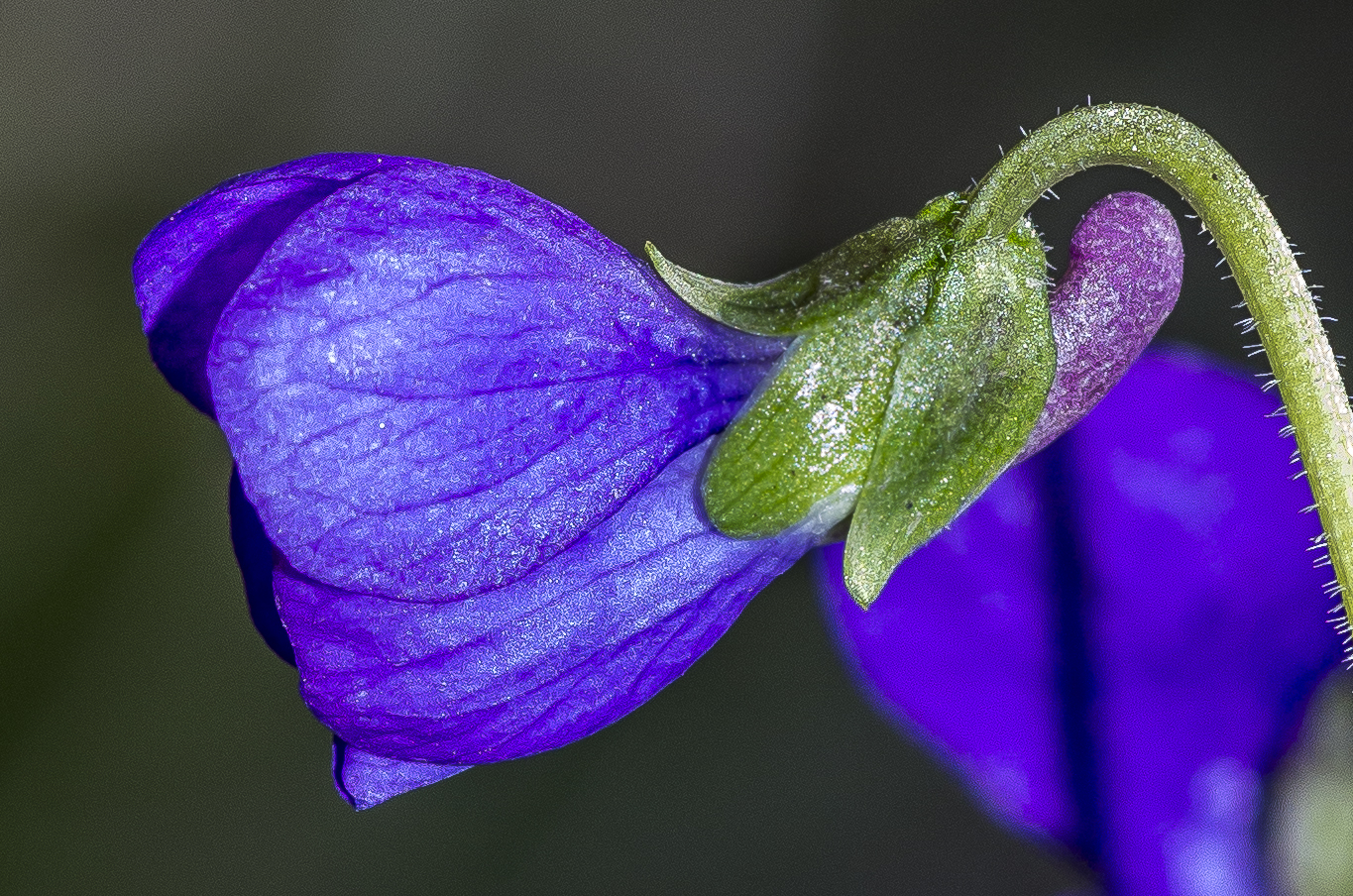
Bloem
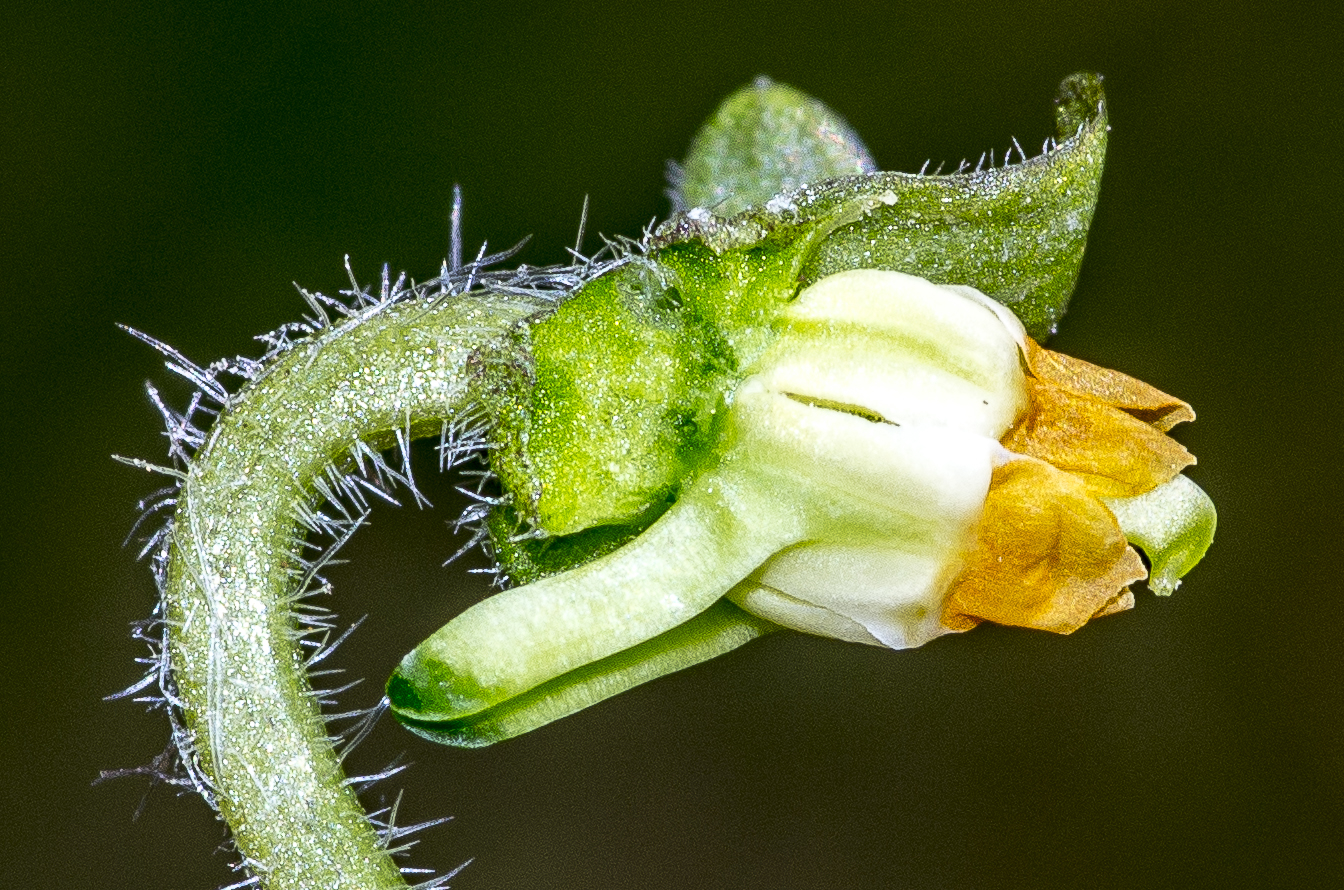
Bloemspoor